# Treubach
Treubach är en kommun  i Österrike. Den ligger i distriktet Braunau am Inn i förbundslandet Oberösterreich, 230 kilometer väster om huvudstaden Wien. 
Kommunen består av 15 orter (Ortschaften) (inom parentes invånarantal 1 januari 2024):

- Ascherdorf (21)
- Himmelschlag (12)
- Hub (69)
- Lindlau (37)
- Matt (22)
- Mitterdorf (13)
- Obertreubach (63)
- Pfendhub (17)
- Radlham (58)
- Schalchen (47)
- Teiseneck (36)
- Untertreubach (294)
- Weidenpoint (32)
- Wimholz (2)
- Wittigau (43)